# Роберт Кроуфорд
Роберт Кроуфорд (англ. Robert Crawford) – шотландський поет, прозаїк. Професор сучасної шотландської літератури. Член Британської академії (з 2011) та Королівського літературного товариства (з 2021).

## Біографія
Р. Кроуфорд народився 23 лютого 1959 року у Беллсгіллі, Ланаркшир.
Після навчання у Гатчесонській гімназії, вступив до університету Глазго, який закінчив з відзнакою у 1981 році отримавши ступінь магістра. Після цього навчався в Оксфорді та отримав ступінь доктора філософії у 1985 році.
Працював у коледжі Святого Г’ю, Британській академії, університетах Глазго та Сент-Ендрюса.
Дебютна поетична збірка Р. Кроуфорда «Шотландська асамблея» вийшла у 1990 році.
Потому були опубліковані наступні його книги, серед яких: «Книги Шотландії» (2007), «Повний том» (2008), «Бард. Роберт Бернс. Біографія» (2009), «Про Глазго та Едінбург» (2013), «Молодий Елліот: від Сент-Луїса до Безплідної землі» (2015),  «Елліот після Безплідної землі» (2022).

## Премії
- Премія Еріка Грегорі, 1988[12];
- Літературна премія Солтайрського товариства за книгу «Книги Шотландії», 2007[13];
- Літературна премія Солтайрського товариства за книгу «Бард. Роберт Бернс. Біографія», 2009[14].